# Dobrzyków (gromada)
Dobrzyków – dawna gromada, czyli najmniejsza jednostka podziału terytorialnego Polskiej Rzeczypospolitej Ludowej w latach 1954–1972.
Gromady, z gromadzkimi radami narodowymi (GRN) jako organami władzy najniższego stopnia na wsi, funkcjonowały od reformy reorganizującej administrację wiejską przeprowadzonej jesienią 1954 do momentu ich zniesienia z dniem 1 stycznia 1973, tym samym wypierając organizację gminną w latach 1954–1972.
Gromadę Dobrzyków z siedzibą GRN w Dobrzykowie utworzono – jako jedną z 8759 gromad na obszarze Polski – w powiecie gostynińskim w woj. warszawskim, na mocy uchwały nr VI/10/3/54 WRN w Warszawie z dnia 5 października 1954. W skład jednostki weszły obszary dotychczasowych gromad Dobrzyków-Grudź, Dobrzyków M. Góry, Górki, Jordanów, Karolew, Korzeniówka Nowa, Ludwików i Tokary-Rąbierz ze zniesionej gminy Dobrzyków w powiecie gostynińskim oraz osada Kępa Ośnicka z dotychczasowej gromady Bielino Stare ze zniesionej gminy Bielino w powiecie płockim (woj. warszawskie). Dla gromady ustalono 12 członków gromadzkiej rady narodowej.
1 stycznia 1959 do gromady Dobrzyków przyłączono obszar zniesionej gromady Grabie Polskie w tymże powiecie.
31 grudnia 1961 do gromady Dobrzyków włączono obszar zniesionej gromady Borki w tymże powiecie; z gromady Dobrzyków wyłączono natomiast wieś Kępa Ośnicka, włączając ją do gromady Borowiczki w powiecie płockim w tymże województwie.
Gromada przetrwała do końca 1972 roku, czyli do kolejnej reformy gminnej.